# Leopoldo di Lorena
Leopoldo I di Lorena, detto il Buono (Innsbruck, 11 settembre 1679 – Lunéville, 27 marzo 1729), fu duca di Lorena e Bar dal 1690 e di Teschen dal 1722 fino alla sua morte.

## Biografia

### Infanzia

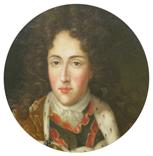
Leopoldo in giovane età

Leopoldo Giuseppe Carlo Domenico Agapito Giacinto era figlio di Carlo V di Lorena, in esilio alla corte austriaca, e di Eleonora Maria Giuseppina d'Austria (1653-1697), figlia di Ferdinando III d'Asburgo.
Quando Leopoldo nacque i Ducati di Lorena e Bar erano stati occupati da Luigi XIV di Francia obbligando i suoi genitori ad andare in esilio in Austria, dove vissero sotto la protezione dell'Imperatore. Pertanto, Leopoldo nacque nella Hofburg di Innsbruck e il suo primo nome gli fu dato in onore dell'imperatore. Leopoldo crebbe ad Innsbruck, mentre il padre sarebbe stato impegnato nella difesa di Vienna contro i Turchi.

### Successione

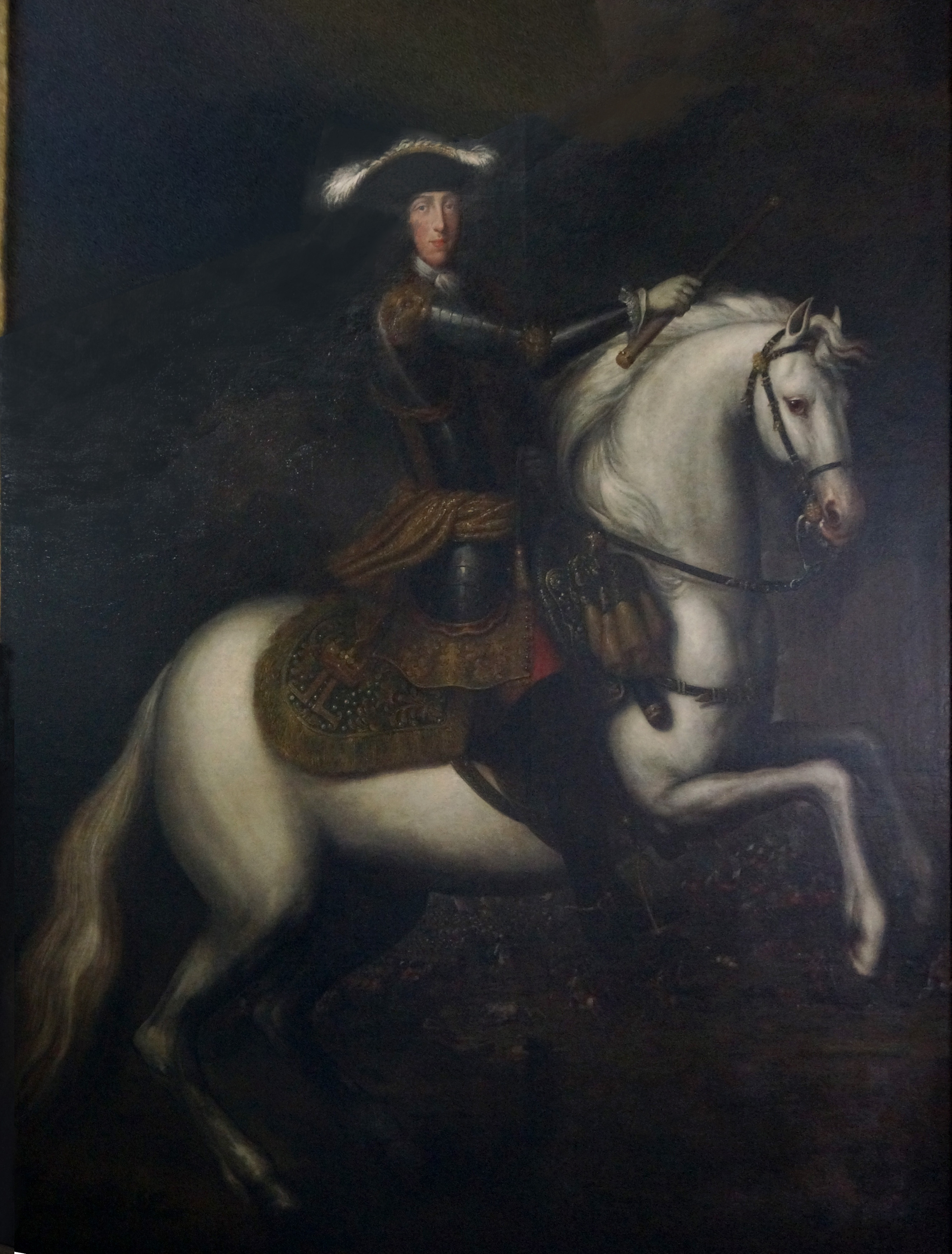
Ritratto equestre di Leopoldo di Lorena

Nel 1690, suo padre morì e l'undicenne Leopoldo ereditò il Ducato ancora occupato. Sua madre, cercando di soddisfare le ultime volontà del marito di restaurare i suoi figli nel loro patrimonio, si appellò al Reichstag di Ratisbona per ripristinare il figlio in Lorena. Leopoldo venne inviato a Vienna per ricevere un'accurata educazione militare sotto la supervisione dell'Imperatore. A Vienna crebbe con i suoi cugini, gli Arciduchi, Giuseppe e Carlo entrambi futuri Imperatori. In quello stesso anno Leopoldo fu creato Cavaliere dell'Ordine del Toson d'oro.
Come suo padre prima di lui entrò nell'esercito imperiale e all'età di diciotto anni prese parte all'assedio di Timișoara del 1694. Tre anni dopo ricevette il comando delle operazioni militari sul Reno.

### Matrimonio

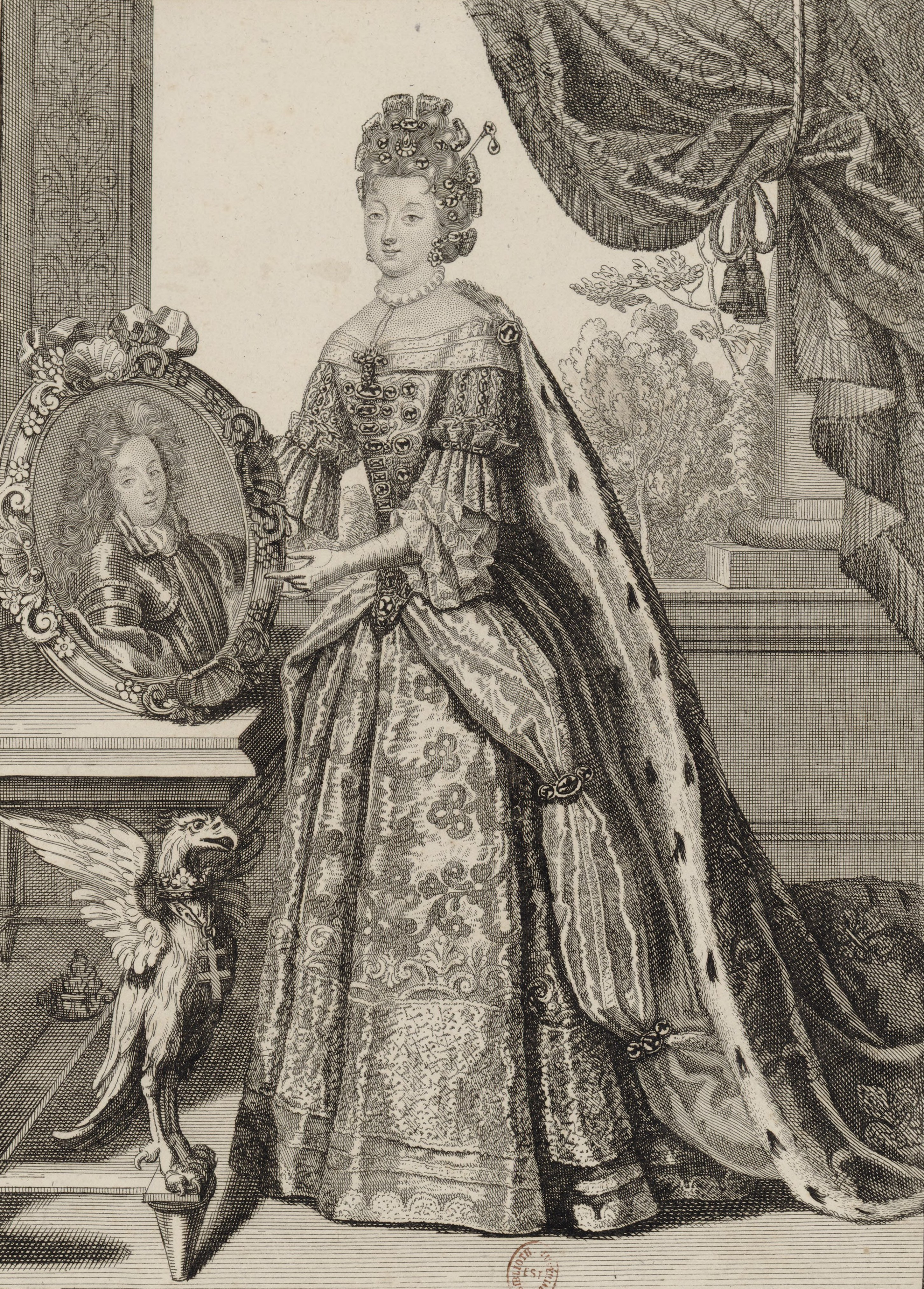
Elisabetta Carlotta d'Orléans regge in mano un medaglione con l'effige di Leopoldo di Lorena

Il 13 ottobre 1698, al Castello di Fontainebleau, Leopoldo sposò Elisabetta Carlotta d'Orléans, nipote di Luigi XIV di Francia, che aveva offerto una dote di 900.000 lire allo squattrinato duca. Elisabetta Carlotta si rivelò essere una madre premurosa e diede alla luce tredici figli, di cui cinque sopravvissero fino all'età adulta. Tre di loro morirono nel giro di una settimana nel maggio del 1711 a causa di una epidemia di vaiolo scoppiata al castello di Lunéville, la residenza di campagna dei duchi di Lorena.
La vita coniugale di Leopoldo fu turbata nel 1706, quando prese Anne-Marguerite de Lignéville, principessa di Craon come sua amante. Elisabetta Carlotta però, seguendo il consiglio della madre, rimase in silenzio.

### Duca di Lorena e Bar

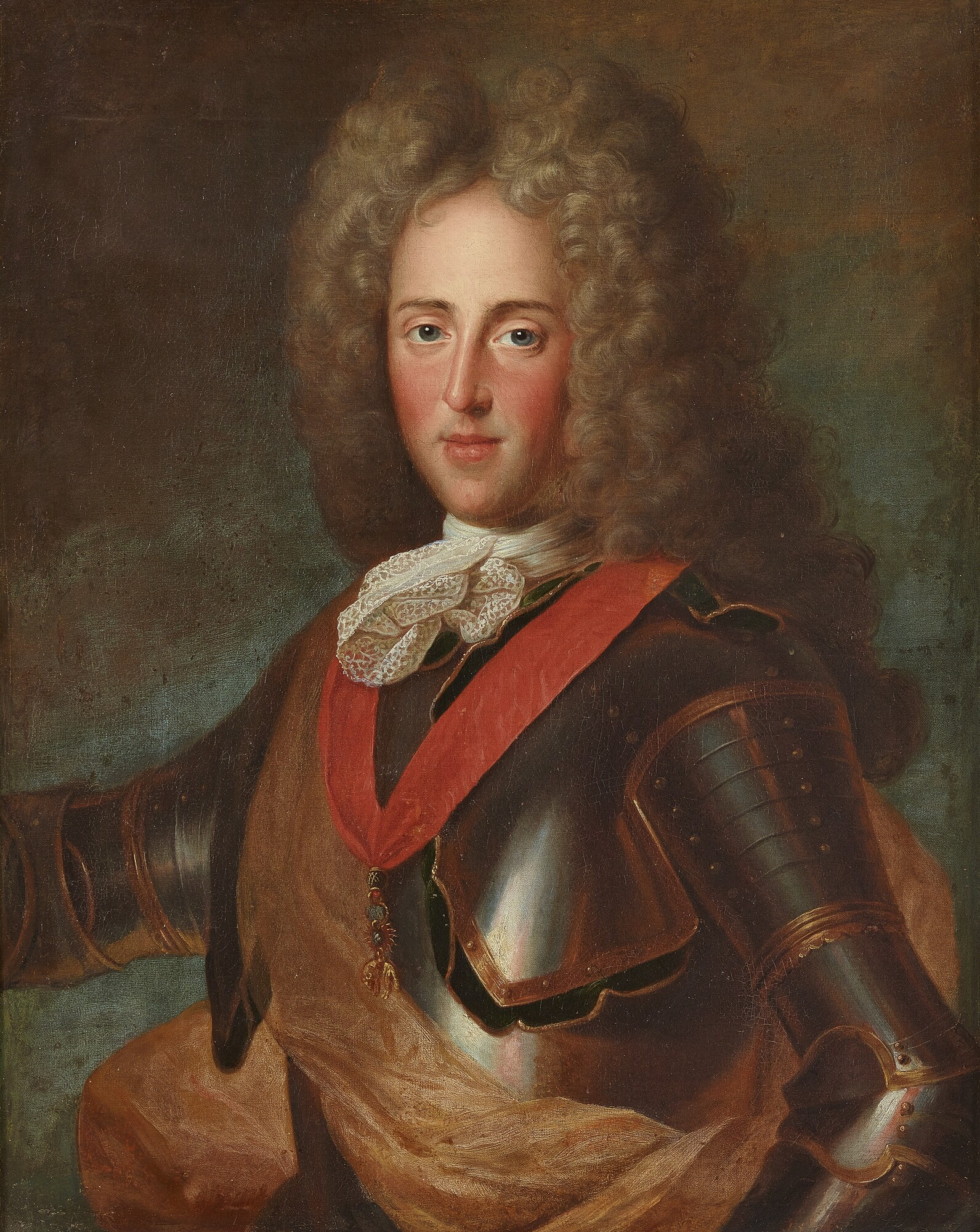
Ritratto di Leopoldo, duca di Lorena e Bar
Pierre Gobert, Reggia di Versailles

Nel 1697, la Guerra della Grande Alleanza terminò con la firma in quello stesso anno del Trattato di Ryswick il 30 ottobre 1697.
Il trattato restituì i Ducati di Lorena e Bar al Casato di Lorena, per la gioia della madre di Leopoldo, che comunque morì quattro giorni dopo a Vienna. Il 17 agosto 1698, il Duca Leopoldo fece una entrata trionfale nella sua capitale Nancy. Ricostruì e ripopolò il suo ducato colpito dalla guerra favorendo l'immigrazione. Alla fine del suo regno il ducato era sicuro e prospero.
In politica estera, Leopoldo tentò di migliorare ulteriormente le relazioni con la Francia e placare il suo potente vicino.

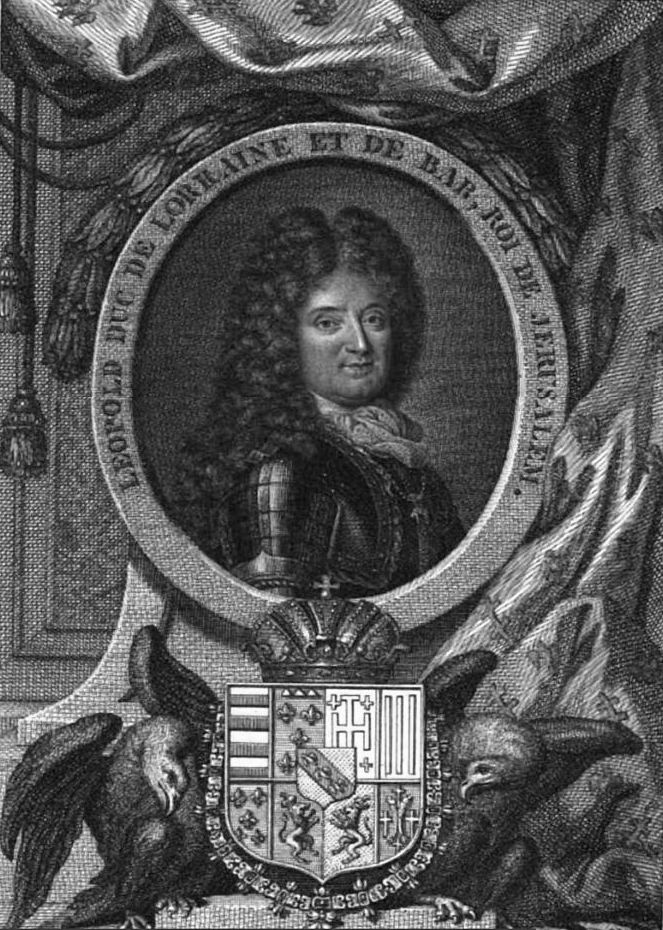
Leopoldo di Lorena in una stampa d'epoca

Nonostante i tentativi diplomatici di Leopoldo, la sua capitale, Nancy, fu occupato da truppe straniere durante la Guerra di successione spagnola (1700-1713).
Temendo per la sua famiglia, Leopoldo trasferì la corte al Castello di Lunéville, nota come le Versailles lorrain (la Versailles lorenese).
Nel 1703, introdusse il Code Léopold regolando il governo del ducato. Provò ad insediare la sua figlia maggiore, Elisabetta Carlotta, come badessa di Remiremont, ma fallì a causa dell'opposizione di Papa Clemente XI.

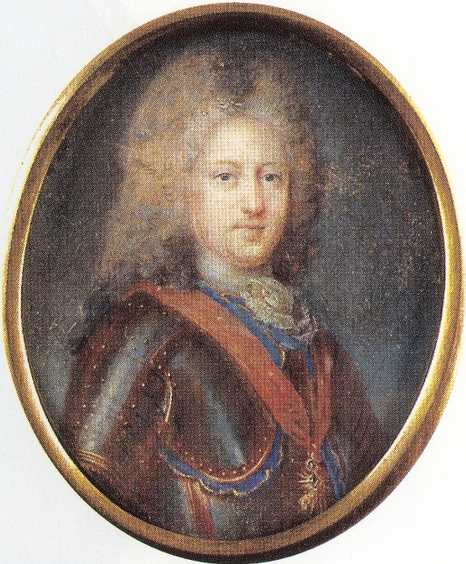
Il duca Leopoldo ritratto nel 1710

Nel 1718, Leopoldo e la moglie visitarono Parigi per partecipare al matrimonio della nipote di Elisabetta Carlotta, Maria Luisa Elisabetta, con il futuro duca di Berry, e furono tra gli ospiti del sontuoso banchetto al Palazzo del Lussemburgo. Nel corso della visita, Leopoldo, come un principe straniero, ricevette lo stile di Altezza Reale.
Nel 1719, Leopoldo acquistò la contea di Ligny-en-Barrois dal cugino, Carlo Enrico di Vaudemont. Durante il suo regno un nuovo sistema di sicurezza fu messo in atto in tutta la Lorena.
Nel 1721, Leopoldo provvide per il figlio ed erede, Leopoldo Clemente di Lorena, di ricevere una educazione a Vienna. Intendeva anche stringere rapporti con l'Arciduchessa Maria Teresa, l'erede dell'imperatore Carlo VI d'Asburgo. Tuttavia, Leopoldo Clemente morì poco dopo a Lunéville e in sua vece, il figlio più giovane Francesco Stefano andò a Vienna, dove sposò Maria Teresa. Francesco sarebbe diventato imperatore e la sua discendenza, il Casato degli Asburgo-Lorena, avrebbe regnato sull'Austria fino al 1918.
Nel 1708, Leopoldo rivendicò il Ducato di Monferrato, in quanto parente più prossimo del cugino, Carlo III Gonzaga, ex duca di Mantova, che era stato deposto e poi morì senza eredi maschi. Tuttavia, l'imperatore aveva già promesso il Monferrato ai duchi di Savoia e per compensare la Casato di Lorena, diede a Leopoldo il Ducato di Teschen in Slesia.

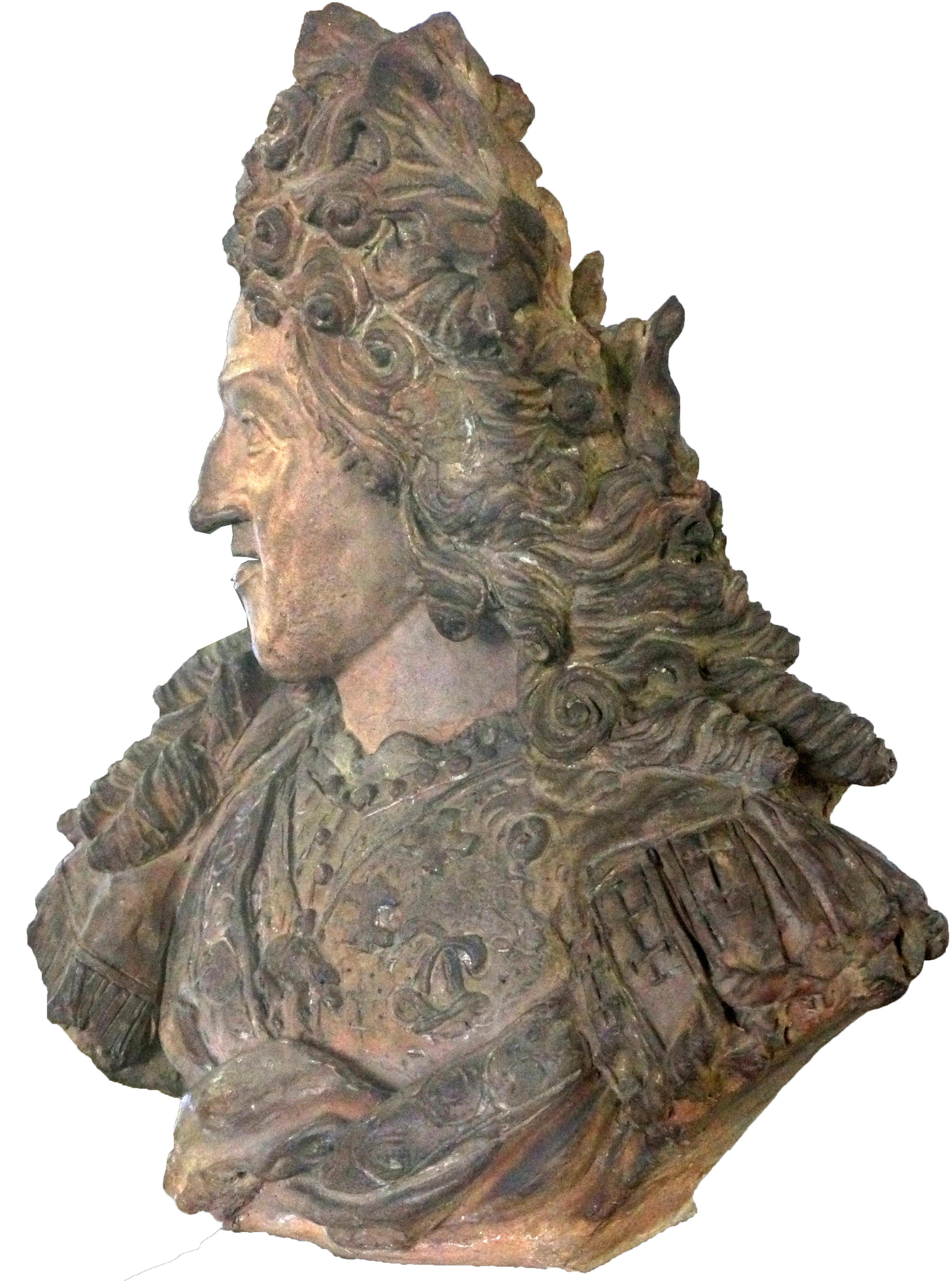
Un busto di Leopoldo I

Nel 1725, Leopoldo tentò di far sposare la figlia Anna Carlotta al giovane re Luigi XV di Francia, ma Luigi Enrico, duca di Borbone, allora primo ministro, impedì l'unione con la discendente della rivale Casa d'Orléans. In seguito, Elisabetta Carlotta cercò di organizzare il matrimonio della figlia con suo cugino, Luigi, duca di Orléans, da poco tempo rimasto vedovo, ma Luigi rifiutò. Tutte le proposte di matrimonio furono ignorate o rifiutate, Anna Carlotta in seguito divenne badessa dei monasteri di Remiremont ed Essen.

### Morte

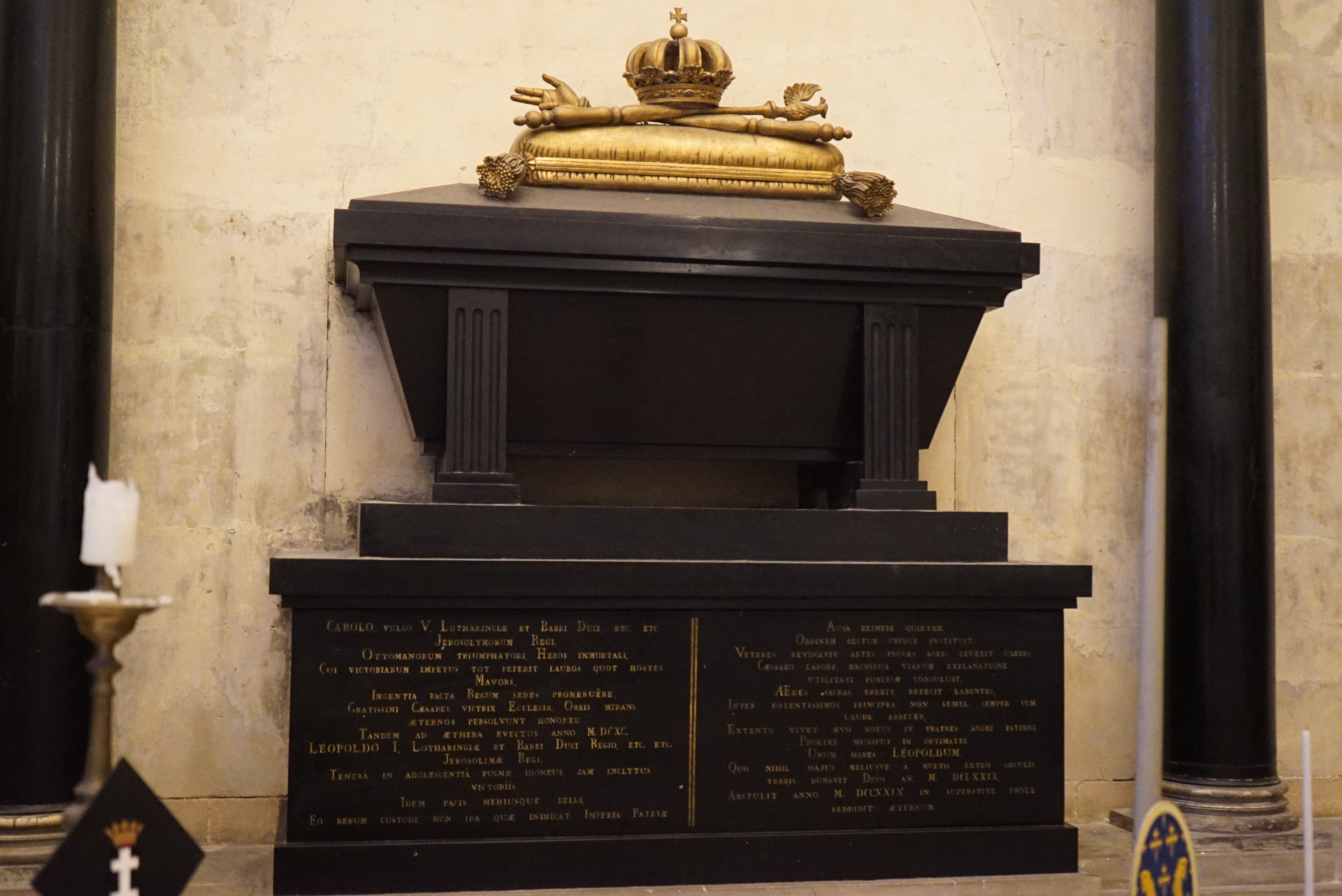
La tomba di Leopoldo di Lorena

Nel marzo del 1729, Leopoldo si ammalò di febbre mentre era diretto a Château at Ménil vicino Lunéville. Tornò a Lunéville, dove morì il 27 marzo, all'età di 49 anni.

## Discendenza

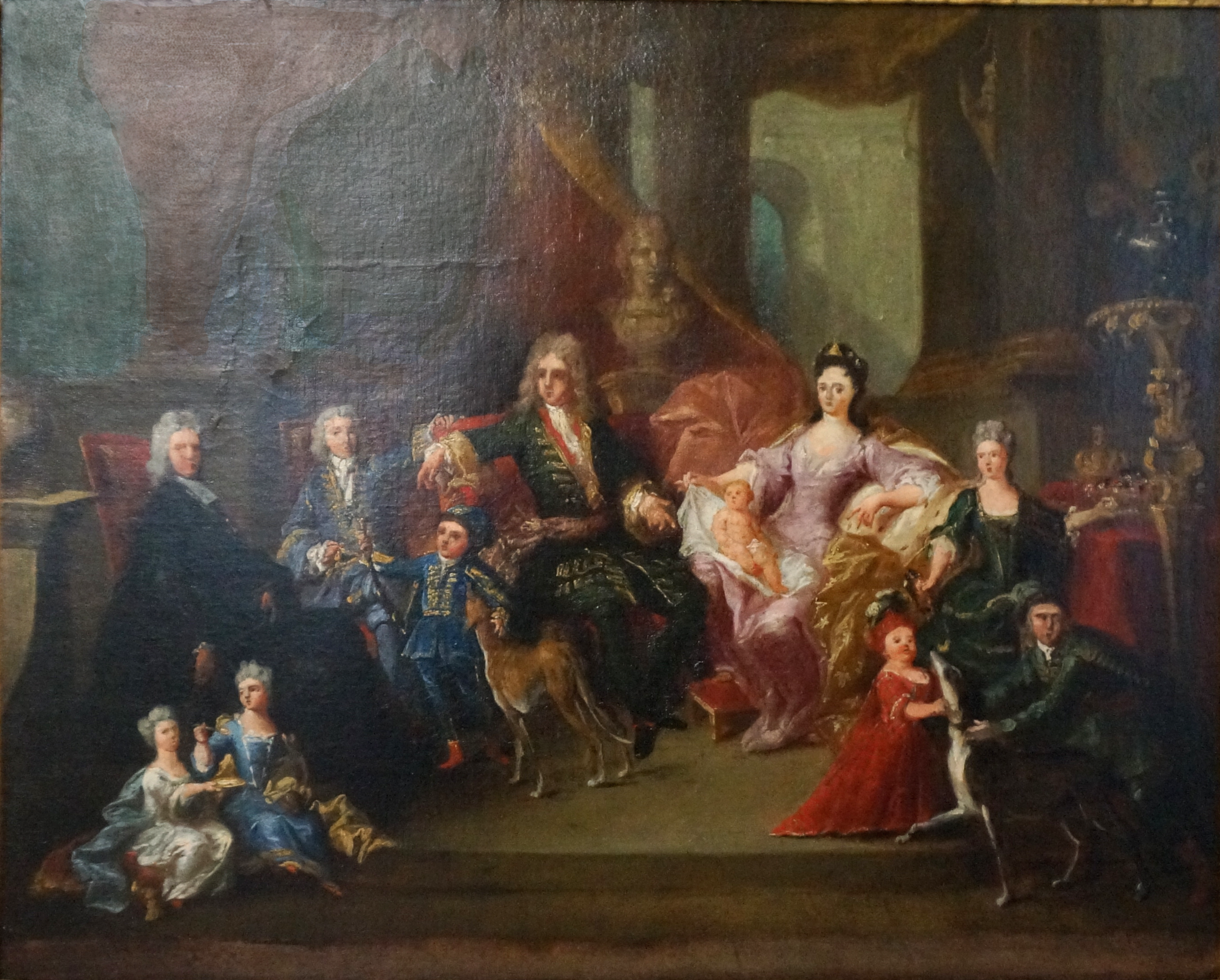
La famiglia di Leopoldo I, duca di Lorena ed Elisabetta Carlotta di Borbone-Orléan nel 1710 di Jacques Van Schuppen

Dal matrimonio tra Leopoldo ed Elisabetta Carlotta di Borbone-Orléans nacquero:
1. Leopoldo (1699–1700);
2. Elisabetta Carlotta di Lorena (1700 – 1711);
3. Luisa Cristina (*/† 1701);
4. Maria Gabriella Carlotta (1702 – 1711);
5. Luigi (1704 - 1711);
6. Giuseppina Gabriella (1705 – 1708);
7. Gabriella Luisa (1706 - 1710);
8. Leopoldo Clemente Carlo, Principe Ereditario di Lorena (1707 – 1723);
9. Francesco Stefano, Imperatore del Sacro Romano Impero (1708 – 1765), sposò il 12 febbraio 1736 l'Arciduchessa Maria Teresa d'Austria;
10. Eleonora (*/† 1710);
11. Elisabetta Teresa di Lorena (1711 – 1741), divenuta regina di Sardegna nel 1737 sposando Carlo Emanuele III di Savoia (1701 – 1773);
12. Carlo Alessandro, Governatore dei Paesi Bassi Austriaci (1712 – 1780), sposò l'Arciduchessa Maria Anna d'Asburgo, sorella dell'arciduchessa sovrana Maria Teresa d'Austria.
13. Anna Carlotta (1714 - 1773), fu badessa di Remiremont, di Mons e di Essen.

## Ascendenza
|                          |                         |                           | Genitori                  |  |  | Nonni |  |  | Bisnonni               |  |  | Trisnonni           |  |
|                          |                         |                           |                           |  |  |       |  |  | Francesco II di Lorena |  |  | Carlo III di Lorena |  |
|                          |                         |                           |                           |  |  |       |  |  | Francesco II di Lorena |  |  | Carlo III di Lorena |  |
|                          |                         | Claudia di Valois         |                           |  |  |       |  |  | Francesco II di Lorena |  |  |                     |  |
| Nicola II di Lorena      |                         |                           |                           |  |  |       |  |  | Francesco II di Lorena |  |  |                     |  |
|                          |                         | Cristina di Salm          | Paolo di Salm             |  |  |       |  |  |                        |  |  |                     |  |
|                          |                         | Cristina di Salm          | Paolo di Salm             |  |  |       |  |  |                        |  |  |                     |  |
|                          |                         | Cristina di Salm          | Maria Le Veneur           |  |  |       |  |  |                        |  |  |                     |  |
| Carlo V di Lorena        |                         | Cristina di Salm          |                           |  |  |       |  |  |                        |  |  |                     |  |
|                          |                         | Enrico II di Lorena       | Carlo III di Lorena       |  |  |       |  |  |                        |  |  |                     |  |
|                          |                         | Enrico II di Lorena       | Carlo III di Lorena       |  |  |       |  |  |                        |  |  |                     |  |
|                          |                         | Enrico II di Lorena       | Claudia di Valois         |  |  |       |  |  |                        |  |  |                     |  |
| Claudia di Lorena        |                         | Enrico II di Lorena       |                           |  |  |       |  |  |                        |  |  |                     |  |
|                          |                         | Margherita Gonzaga        | Vincenzo I Gonzaga        |  |  |       |  |  |                        |  |  |                     |  |
|                          |                         | Margherita Gonzaga        | Vincenzo I Gonzaga        |  |  |       |  |  |                        |  |  |                     |  |
|                          |                         | Margherita Gonzaga        | Eleonora de' Medici       |  |  |       |  |  |                        |  |  |                     |  |
| Leopoldo I di Lorena     |                         | Margherita Gonzaga        |                           |  |  |       |  |  |                        |  |  |                     |  |
|                          | Ferdinando II d'Asburgo | Carlo II d'Austria        |                           |  |  |       |  |  |                        |  |  |                     |  |
|                          | Ferdinando II d'Asburgo | Carlo II d'Austria        |                           |  |  |       |  |  |                        |  |  |                     |  |
|                          | Ferdinando II d'Asburgo | Maria Anna di Wittelsbach |                           |  |  |       |  |  |                        |  |  |                     |  |
| Ferdinando III d'Asburgo | Ferdinando II d'Asburgo |                           |                           |  |  |       |  |  |                        |  |  |                     |  |
|                          |                         | Maria Anna di Baviera     | Guglielmo V di Baviera    |  |  |       |  |  |                        |  |  |                     |  |
|                          |                         | Maria Anna di Baviera     | Guglielmo V di Baviera    |  |  |       |  |  |                        |  |  |                     |  |
|                          |                         | Maria Anna di Baviera     | Renata di Lorena          |  |  |       |  |  |                        |  |  |                     |  |
| Eleonora d'Austria       |                         | Maria Anna di Baviera     |                           |  |  |       |  |  |                        |  |  |                     |  |
|                          |                         | Carlo di Gonzaga-Nevers   | Carlo I di Gonzaga-Nevers |  |  |       |  |  |                        |  |  |                     |  |
|                          |                         | Carlo di Gonzaga-Nevers   | Carlo I di Gonzaga-Nevers |  |  |       |  |  |                        |  |  |                     |  |
|                          |                         | Carlo di Gonzaga-Nevers   | Caterina di Lorena        |  |  |       |  |  |                        |  |  |                     |  |
| Eleonora Gonzaga-Nevers  |                         | Carlo di Gonzaga-Nevers   |                           |  |  |       |  |  |                        |  |  |                     |  |
|                          |                         | Maria Gonzaga             | Francesco IV Gonzaga      |  |  |       |  |  |                        |  |  |                     |  |
|                          |                         | Maria Gonzaga             | Francesco IV Gonzaga      |  |  |       |  |  |                        |  |  |                     |  |
|                          |                         | Maria Gonzaga             | Margherita di Savoia      |  |  |       |  |  |                        |  |  |                     |  |
|                          |                         | Maria Gonzaga             |                           |  |  |       |  |  |                        |  |  |                     |  |

## Stemma
| Image | Stemma                                  |
| ----- | --------------------------------------- |
| \| \| | Leopoldo di Lorena Duca di Lorena e Bar |
|       |                                         |